# Dumfries
Dumfries (/dʌmˈfriːs/ⓘ dum-FREESS posiblemente del gaélico escocés: Dùn Phris) es una ciudad y un burgo real ubicado en el consejo unitario de Dumfries and Galloway en Escocia, Reino Unido. Está situada cerca del Fiordo de Solway, cerca de la desembocadura del río Nith. Dumfries era la ciudad condado del condado histórico de Dumfriesshire.